# Pedro Alcántara Herrán
Pedro Alcántara Herrán, né à Bogota le 19 octobre 1800 et mort dans cette même ville le 26 avril 1872, est un homme d'État colombien qui fut le troisième président de la République de Nouvelle-Grenade de 1841 à 1845. En tant que général, il a servi dans les guerres d'indépendance de la Colombie et du Pérou.

## Carrière militaire
Herrán est né et est décédé à Bogotá. Par son mariage, il est le gendre de Tomás Cipriano de Mosquera.
Il a commencé ses études au Colegio Mayor de San Bartolomé à Bogotá, mais il a abandonné l'école à l'âge de 14 ans pour rejoindre l'armée révolutionnaire en 1814.
Il s'enrôle dans l'armée révolutionnaire du général Simón Bolívar durant son adolescence. Puis, il combat lors de plusieurs batailles, notamment celle de Cuchilla del Tambo où il est capturé par les forces espagnoles. Traduit en cour martiale et condamné à mort par le tribunal militaire, sa condamnation à mort est commuée en échange de son service dans l'armée espagnole, ce qu'il a fait pendant cinq ans. Plus tard, il s'échappe et rejoint l'armée révolutionnaire du général Antonio José de Sucre avec le grade de capitaine.  
Il rejoint les armées des campagnes du sud à Nueva Granada puis au Pérou. Il participe aux batailles de « Bomboná » (7 avril 1822), « Bataille de Junín » (6 août 1824) et « Ayacucho » (9 décembre 1824), la dernière des plus grandes batailles de la guerre d'indépendance contre l'Espagne. Pour récompenser ses actions héroïques au combat, Bolívar le promut au grade de général en 1828. Plus tard, il fut nommé chef militaire de la province de Panamá.

## Ascension

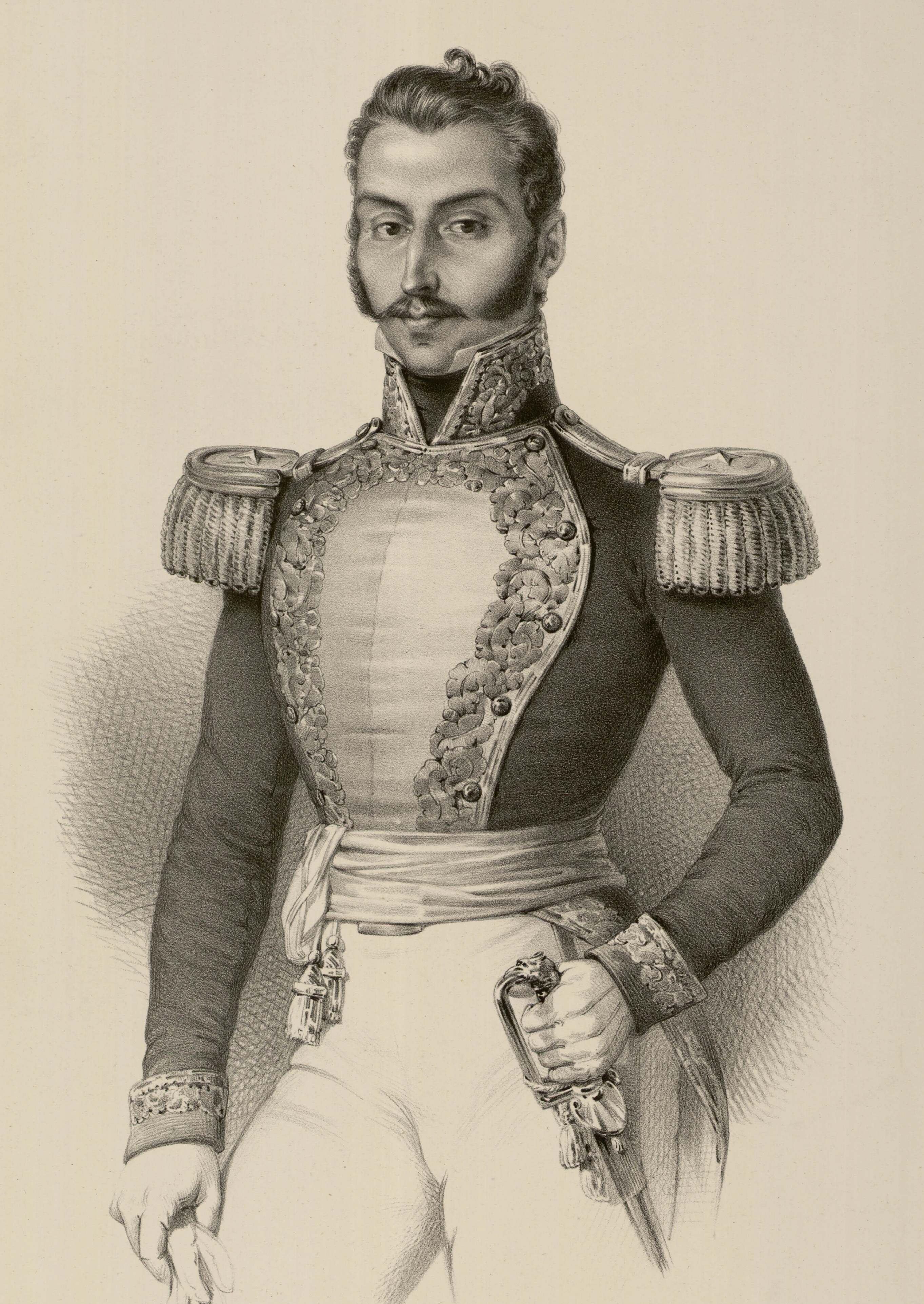
Pedro Alcántara Herrán en 1843.

Le 20 octobre 1831 la convention Grenadine fait officiellement de la Nouvelle-Grenade une république appelée République de Nouvelle-Grenade. Une nouvelle constitution est adoptée le 29 février 1832 qui établit un régime présidentiel et le général Francisco de Paula Santander, de retour d'exil, est élu président par le Congrès à titre provisoire. Santander est réélu en 1833 pour quatre ans, jusqu'au 1er avril 1837, date à laquelle son poulain le général José María Obando est battu par José Ignacio de Márquez.  
La décision du Congrès de supprimer les couvents mineurs de la région de Pasto provoque le 30 juin 1839 le soulèvement de la population très catholique de la région, avec le soutien des fédéralistes libéraux auxquels il sert de prétexte et du général Juan José Flores, dirigeant de l'Équateur voisin. C'est le début de la Guerre des Suprêmes. 
Le général Pedro Alcántara Herrán est nommé pour mater la rébellion et le 31 août 1839 à Buesaco il met en déroute la force principale des insurgés de Pasto. La réduction des dernières poches de résistance conduit à la capture de José Erazo. Ce dernier accuse le général José María Obando, probable candidat du parti d'opposition aux prochaines élections présidentielles, d'être impliqué dans l'assassinat d'Antonio José de Sucre en 1830. Obando est forcé de quitter Bogota, se dirige vers Pasto et rejoint la rébellion. La mort de Francisco de Paula Santander en mai 1840 en fait le chef de l'opposition. Il sort de Pasto et démarre une insurrection en juillet 1840. Celle-ci est matée par le gouvernement central grâce à l'aide du président équatorien Juan José Flores.

## Président de la République
Le président José Ignacio de Márquez termine son mandat de manière énergique grâce à cette guerre.
Les deux généraux ayant maté la rébellion, Pedro Alcántara Herrán (chef de l'Armée) et Tomás Cipriano de Mosquera (secrétaire à la Guerre), en retirent un grand prestige et une grande influence, ce qui leur permettra d'occuper la présidence respectivement entre 1841 et 1845 et entre 1845 et 1849. Les divergences d'opinions mises en exergue par la guerre entre les bolivaristes et les santandéristes se traduisent par la constitution des deux partis qui régenteront à tour de rôle la vie politique colombienne pendant plus d'un siècle : les santandéristes fondent le parti libéral en 1848 tandis que les bolivaristes se regroupent au sein du parti conservateur en 1849.
En réponse à ce conflit, une nouvelle constitution est adoptée en 1843, par Herrán, faisant de la République un régime autoritaire apte à garantir l'ordre.